# Resolutie 35 Veiligheidsraad Verenigde Naties
Resolutie 35 van de Veiligheidsraad van de Verenigde Naties werd begin oktober 1947 goedgekeurd met negen stemmen tegen geen. Twee leden, Polen en de Sovjet-Unie, onthielden zich.

## Achtergrond
Tijdens de gevechten in de Indonesische Onafhankelijkheidsoorlog vroeg de Veiligheidsraad in resolutie 27 om een staakt-het-vuren en onderhandelingen.
In resolutie 31 bood de Raad hulp aan, in de vorm van een comité waarin drie van zijn leden waren vertegenwoordigd.

## Inhoud
De Veiligheidsraad besloot de secretaris-generaal te vragen voorzitter van het comité van drie (zie resolutie 31) en de werking ervan voor te bereiden. Het comité van drie werd gevraagd zo snel mogelijk aan het werk te gaan.

## Verwante resoluties
- Resolutie 27 Veiligheidsraad Verenigde Naties vroeg een wapenstilstand en onderhandelingen.
- Resolutie 30 Veiligheidsraad Verenigde Naties verwelkomde de aanvaarding van resolutie 27.
- Resolutie 31 Veiligheidsraad Verenigde Naties bood bijstand met de onderhandelingen aan.
- Resolutie 32 Veiligheidsraad Verenigde Naties veroordeelde het niet-aflatende geweld.

Lijst ·  16 ·  17 ·  18 ·  19 ·  20 ·  21 ·  22 ·  23 ·  24 ·  25 ·  26 ·  27 ·  28 ·  29 ·  30 ·  31 ·  32 ·  33 ·  34 ·  35 ·  36 ·  37